# Villalba Baja
Villalba Baja es una localidad española de la provincia de Teruel, en la comunidad autónoma de Aragón. Actualmente forma parte del municipio de Teruel.  En 2012 tenía 187 habitantes.

## Geografía
Se ubica en la ribera del río Alfambra, a una distancia de 11 km de la ciudad de Teruel.

## Historia y toponimia
En las Crónicas de los Jueces de Teruel se la nombra como Villalba la Chusana, por ejemplo en la crónica de 1453:

El qual dito baile con una estabilidat de la dita jent se fizo fuert en el lugar clamato Villalba la Iusana, e otros ne fizo ir a Castralvo et a la Aldehuela et otros en Caudet para venir todos juntos contra la dita ciudat

En otras fuentes se menciona simplemente como Villalba Iusana. Se trata un uso medieval de los adverbios suso y juso para indicar alto y bajo, que evolucionó a los actuales Villalba Alta y Villalba Baja.
A mediados del siglo XIX, el lugar contaba con una población censada de 478 habitantes. La localidad aparece descrita en el decimosexto volumen del Diccionario geográfico-estadístico-histórico de España y sus posesiones de Ultramar de Pascual Madoz de la siguiente manera:

VILLALVA BAJA: v. con ayunt. en la prov., dióc. y part. jud. de Teruel (1 1/2 leg.), aud. terr. de Zaragoza y c. g. de Aragón: sit. en una llanura en la márg. der. del r. Alfambra; el clima es tamplado y sano. Consta de 119 casas de buena construccion y con algunas comodidades, formando cuerpo de pobl., cuyas calles están limpias y bien alineadas: tiene una escuela de niños y otra de niñas, ambas medianamente concurridas; una igl. parr. (San Miguel) servida por un cura de segundo ascenso y de provision ordinaria, y un cementerio bien sit. Confina el térm. por el N. con Peralejos; E. Corbalan y Tortajada; S. Concud, y O. el anterior y Caudete: las aguas del r. anteriormente citado, fertilizan algunas tierras y dan impulso á un molino harinero. El terreno en su mayor parte es llano y de regadío con tierras de secano, buenas para centeno; hácia la parte de Corbalan tiene algunos pinos y monte bajo. caminos: el que de Teruel sube á Montalban y los vecinales. El correo se recibe de Teruel dos veces en la semana. prod.: trigo, cebada, centeno, avena, legumbres y frutas; hay ganado lañar y vacuno, y caza de conejos, liebres y perdices. ind.: la agrícola y varios telares de lienzos. pobl.: 120 vec., 478 alm. riqueza imp.: 50,062 rs.
(Madoz, 1850, p. 175)

El municipio de Villaba Baja desapareció en 1972, al ser incorporado junto con los de Caudé y Tortajada al término municipal de Teruel.

## Demografía
| Gráfica de evolución demográfica de Villalba Baja entre 1842 y 1970 |
| |
| Población de derecho según los censos de población del INE Población de hecho según los censos de población del INEEntre el censo de 1981 y el anterior, este municipio desaparece porque se integra en el municipio 44216 (Teruel) |

## Fiestas
- 15 y 16 de agosto, la Virgen y San Roque.
- Fiestas locales en noviembre.